# ثرموسفير

طبقات الغلاف الجوي

الغلاف الحراري أو الغلاف الجوي الحراري أو الطبقة الحرارية أو المتكور الحراري أو الثرموسفير (بالإنجليزية: Thermosphere)‏ هي الطبقة الرابعة من الغلاف الجوي. يرتفع المتكور الحراري فوق سطح البحر إلى ارتفاع يتراوح بين 500 كم، عندما تكون الشمس نشيطة، وبين 750 كم، عندما تكون الشمس هادئة. وبذلك يتراوح سمكها فوق حد ميزوبوز بين 420- 670 كم على التوالي. ولا يوجد بينها وبين الطبقة الجوية التي تليها حد حراري، ولذلك تحدد قمتها بحد ثرموبوز على أساس تركيبها الغازي. تثبت درجة حرارتها عند درجة الحرارة -93 ْ مئوية لعدة كيلومترات في أسفلها ثم تتزايد تدريجياً مع الارتفاع خلالها، إذ تبلغ نحو 700 ْ مئوية عند ارتفاع 300 كم، لكنها قد تناهز 1700 ْ مئوية عندما تكون الشمس نشيطة وتظل درجة الحرارة على وضعها حتى نهاية المتكور الحراري وخلال الطبقة الجوية التي تليها. ويبدو واضحاً أن اسمها قد أشتق من كلمة (Thermo) الإغريقية والتي تعني حار للدلالة على شدة الحرارة فيها.ولكن هذه الحرارة غير محسوسة لأن كثافة الهواء في هذه الطبقة أقل بملايين المرات منها قرب سطح الأرض.

## خصائص المتكور الحراري
من أهم خصائص المتكور الحراري احتوائه في أجزائه السفلى، بين 90- 300 كم، ما يعرف بالمناطق المتأينة والتي عادة ما تعرف بغلاف التأين، والتي تكون سبباً في حدوث ما يعرف بالشفق القطبي الشمالي والشفق القطبي الجنوبي.

## اقرأ أيضا
- تروبوسفير
- خط كارمان
- أيونوسفير
- ميزوسفير